# Landegg (Gemeinde Pottendorf)
Landegg ist eine Ortschaft und eine Katastralgemeinde der Gemeinde Pottendorf im Bezirk Baden in Niederösterreich.

## Geografie
Der westlich an der Leitha liegende Ort befindet sich südöstlich von Pottendorf, mit dem er verwachsen ist. Zur Ortschaft zählt weiters die Seesiedlung, eine Wochenendsiedlung am Neufelder See.

## Geschichte
Laut Adressbuch von Österreich waren im Jahr 1938 in der Ortsgemeinde Landegg ein Bäcker, zwei Bierniederlagen, ein Brennstoffhändler, ein Färber, zwei Fleischer, ein Friseur, ein Gärtner, drei Gastwirte, drei Gemischtwarenhändler, eine Konditorei, eine Kreide- und Bleistiftfabrik, ein Maler, eine Pfaidlerin, ein Schmied, eine Schneiderin, zwei Schuster, eine Sodawassererzeugung, eine Sparkasse, ein Tischler, ein Zimmermeister und einige Landwirte ansässig.